# Skymark
Skymark Airlines Co., Ltd. (japanisch スカイマーク株式会社 Sukaimāku Kabushiki-gaisha) ist eine japanische Fluggesellschaft mit Sitz in Ōta und Basis auf dem Flughafen Tokio-Haneda. Anteilseigner der Skymark sind die Integral Corporation (50,1 %), UDS Airlines Investment (33,4 %) und ANA Holdings (16,5 %).

## Geschichte

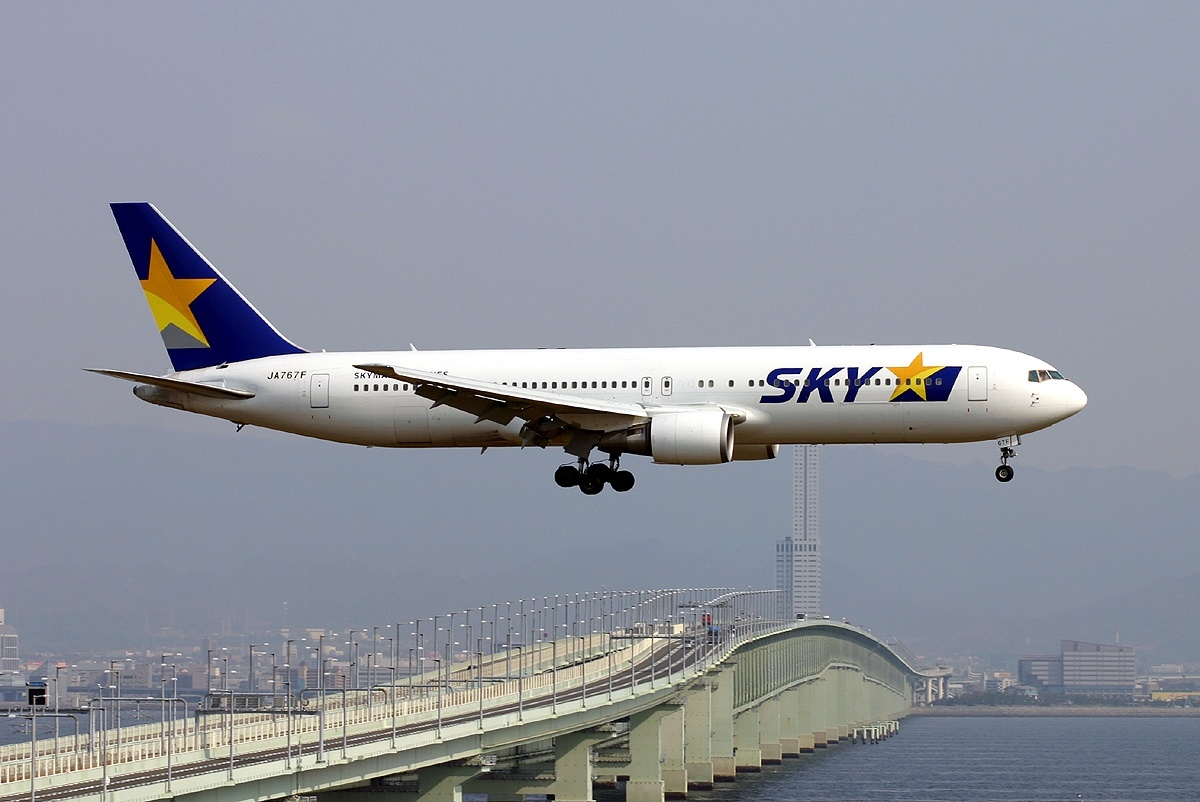
Eine inzwischen ausgemusterte Boeing 767-300 der Skymark im März 2005

Skymark wurde am 12. November 1996 gegründet und nahm am 19. September 1998 den Betrieb auf.
2003 war die Gesellschaft insolvent und wurde von Shinichi Nishikubo gekauft, was sie zur drittgrößten Fluggesellschaft Japans machte.
Am 17. Februar 2011 unterzeichnete Skymark als erste japanische Fluggesellschaft ein verbindliches Übereinkommen über den Kauf von vier Airbus A380-800 plus zwei weitere als Option. Zur Paris Air Show 2011 wurde die Option eingelöst, Skymark sollte nun sechs A380 erhalten. Im Juli 2014 wurde jedoch bekanntgegeben, dass Skymark die A380-Bestellung aus wirtschaftlichen Gründen stornieren werde. Der erste für die Gesellschaft vorgesehene A380 war bereits teilweise lackiert und ausgestattet und war zur Auslieferung im Herbst 2014 vorgesehen. Es drohte eine Konventionalstrafe von bis zu einer halben Milliarde Euro, welche Skymark in die Insolvenz gebracht hätte. Im Oktober 2014 einigten sich Airbus und Skymark auf eine Konventionalstrafe in der Höhe der bereits getätigten Anzahlung von 182 Millionen Euro. Die vorgefertigten A380 wurden an Emirates geliefert.

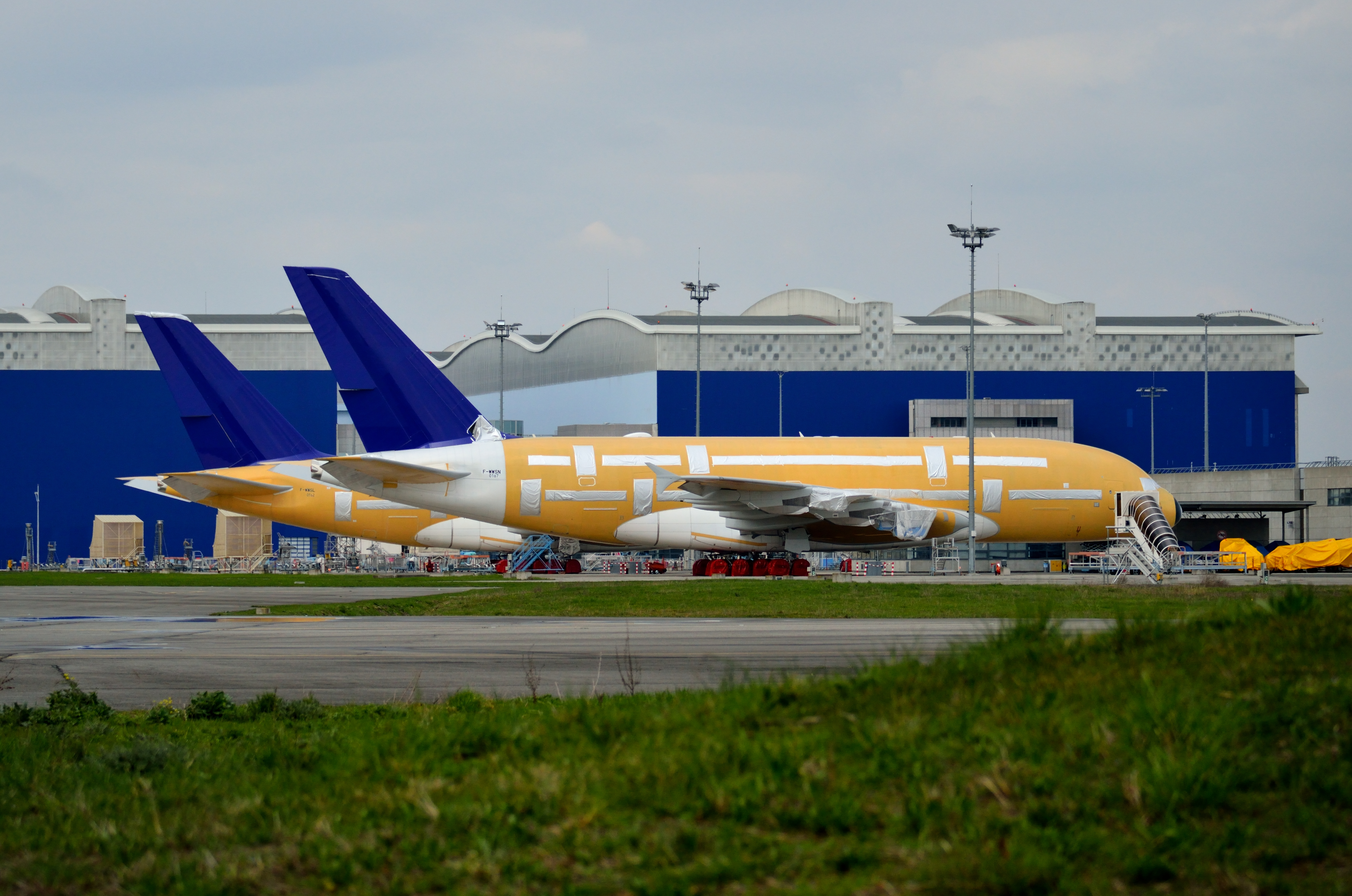
Die beiden fast fertiggestellten Airbus A380 für Skymark, abgestellt auf dem Flughafen Toulouse-Blagnac (2015)

Am 28. Januar 2015 wurde Skymark erneut insolvent, der bisherige Chef Shinichi Nishikubo trat von seinem Posten zurück und wurde vom bisherigen Finanzchef Masakazu Arimori abgelöst. Ein starker Yen, der bis Ende 2014 hohe Ölpreis und neue Konkurrenz ließen die Schulden auf 530 Millionen Euro anwachsen. Der Flugbetrieb blieb aufrecht und der Finanzinvestor Integral Corporation stellte neues Kapital zur Verfügung, während Skymark Gläubigerschutz genießt. Seit Februar 2015 betreibt Skymark aus Kostengründen eine reine Boeing 737-Flotte und löste daher Leasingverträge für ihre Airbus A330 auf.
Am 5. August 2015 stimmten die Gläubiger für eine Partnerschaft mit ANA Holdings, dem Mutterunternehmen der All Nippon Airways, und damit gegen den Vorschlag des größten Gläubigers Intrepid Aviation, welcher eine Partnerschaft mit Delta Air Lines vorsah.
Am 29. September 2015 wurde der Vorstand neu besetzt. Dabei wurde der bisherige CEO Masakazu Arimori von Masahiko Ichie abgelöst, der zuvor bei der Development Bank of Japan tätig war, die durch den Anteilseigner „UDS Airlines Investment“ indirekt an Skymark beteiligt ist. Zudem wurde Nobuo Sayama, ehemaliger CEO des größten Anteilseigners „Integral Corporation“, zum Vorstandsvorsitzenden ernannt. Darüber hinaus wurde ein Codeshare-Abkommen mit All Nippon Airways bekannt gegeben.
Am 28. März 2016 gab Skymark bekannt, nach erfolgreicher Umstrukturierung die Insolvenz abgewendet zu haben. Die Fluggesellschaft strebte bis zum Geschäftsjahr 2018 einen jährlichen Umsatz von 7 Milliarden Yen sowie die Einführung internationaler Strecken an. Am 29. November 2019 wurde der regelmäßige internationale Flugbetrieb mit einer täglichen Verbindung von Tokio-Narita nach Saipan aufgenommen.

## Flugziele
Skymark fliegt von ihrer Basis in Tokio-Haneda aus zahlreiche Ziele innerhalb Japans an.

## Flotte

### Aktuelle Flotte

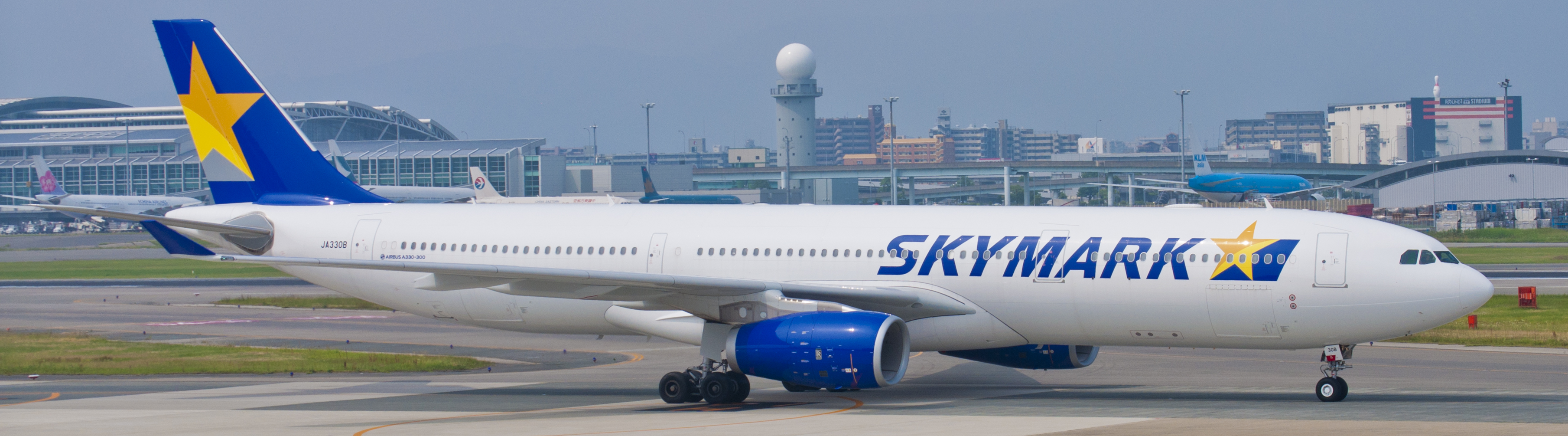
Inzwischen ausgemusterter Airbus A330-300 der Skymark im Juni 2014

Mit Stand Mai 2025 besteht die Flotte der Skymark aus 29 Flugzeugen mit einem Durchschnittsalter von 13,3 Jahren:
| Flugzeugtyp       | Anzahl | bestellt | Anmerkungen                              | Sitzplätze | Durchschnittsalter |
| ----------------- | ------ | -------- | ---------------------------------------- | ---------- | ------------------ |
| Boeing 737-800    | 29     |          | 28 mit Winglets ausgestattet             | 177        | 12,8 Jahre         |
| Boeing 737 Max 8  |        | 14       | + 1 Option; Auslieferung vsl. ab Q4 2025 | – Offen –  |                    |
| Boeing 737 Max 10 |        | 02       | + 1 Option; Auslieferung ab 2026         | – Offen –  |                    |
| Gesamt            | 29     | 16       |                                          |            | 12,8 Jahre         |

### Ehemalige Flugzeugtypen
- Airbus A330-300
- Boeing 767-200/300